# Trichogrammatini
Die Trichogrammatini bilden die einzige Tribus der Erzwespen-Unterfamilie Trichogrammatinae innerhalb der Familie der Trichogrammatidae. Das Taxon geht auf den irischen Entomologen Alexander Haliday im Jahr 1851 zurück. Das Taxon umfasst alle Trichogrammatidae ohne incertae sedis, die nicht der anderen Unterfamilie Oligositinae zugeordnet werden. Owen et al. (2007) führten aufgrund molekularbiologischer Analyseergnisse eine Revision der Trichogrammatidae durch. Dabei wurden die Paracentrobiini aus den Trichogrammatinae ausgegliedert und den Oligositinae zugeschlagen.

## Verbreitung
Die Trichogrammatini sind kosmopolitisch verbreitet.

## Lebensweise
Die Trichogrammatini sind Eiparasitoide mit Wirten in verschiedenen Insektenordnungen. Mehrere Arten, insbesondere in der Gattung Trichogramma, werden bei der biologischen Schädlingsbekämpfung eingesetzt.

## Innere Systematik
Die Trichogrammatini umfassen etwa 39 Gattungen:
- Apseudogramma Girault, 1915 – 1 Art (A. popei)
- Asynacta Foerster, 1856 – 3 Arten
- Australufens Girault, 1935 – 1 Art (A. varicornis)
- Brachyia Strand, 1928 – 3 Arten
- Brachyufens Viggiani, 1968 – 1 Art (B. osborni)
- Ceratogramma De Santis, 1957 – 8 Arten
- Eutrichogramma Lin, 1981 – 1 Art (E. elongatum)
- Haeckeliania Girault, 1912 – 11 Arten
- Hispidophila Viggiani, 1968 – 4 Arten
- Hydrophylita Ghesquiere, 1946 – 5 Arten
- Japania Girault, 1911 – 7 Arten
- Mirufens Girault, 1915 – 14 Arten
- Neobrachista Girault, 1912 – 6 Arten
- Neobrachistella Girault, 1912 – 1 Art (N. maxima)
- Neocentrobia Girault, 1912 – 1 Art (N. cara)
- Neocentrobiella Girault, 1915 – 5 Arten
- Oligositoides Doutt, 1968 – 3 Arten
- Ophioneurus Ratzeburg, 1852 – 10 Arten
- Pachamama Owen & Pinto, 2004 – 1 Art (P. speciosa)
- Palaeogramma Burks, Pinto & Heraty, 2015 – 1 Art (P. eos)
- Paratrichogramma Girault, 1912 – 9 Arten
- Poropoea Foerster, 1851 – 21 Arten
- Prochaetostricha Lin, 1981 – 1 Art (P. monticola)
- Pseudogrammina Ghesquiere, 1946 – 1 Art (P. fasciatipenne)
- Pseudomirufens Lou, 1998 – 1 Art (P. curtifuniculus)
- Pterandrophysalis Nowicki, 1935 – 2 Arten
- Soikiella Novicki, 1934 – 4 Arten
- Szelenyia Nowicki, 1940 – 2 Arten
- Thanatogramma Pinto, 2006 – 1 Art (T. oweni)
- Trichogramma Westwood, 1833 – 232 Arten
- Trichogrammatella Girault, 1911 – 1 Art (T. tristis)
- Trichogrammatoidea Girault, 1911 – 30 Arten
- Trichogrammatomyia Girault, 1916 – 1 Art (T. tortricis)
- Urogramma Girault, 1920 – 3 Arten
- Viggianiella Pinto, 2006 – 1 Art (V. tropica)
- Xenufens Girault, 1915 – 2 Arten
- Xenufensia Girault, 1938 – 1 Art (X. tennysoni)
- Zelogramma Noyes & Valentine, 1989 – 1 Art (Z. maculatum)